# Rooms-Katholiek Werkliedenverbond

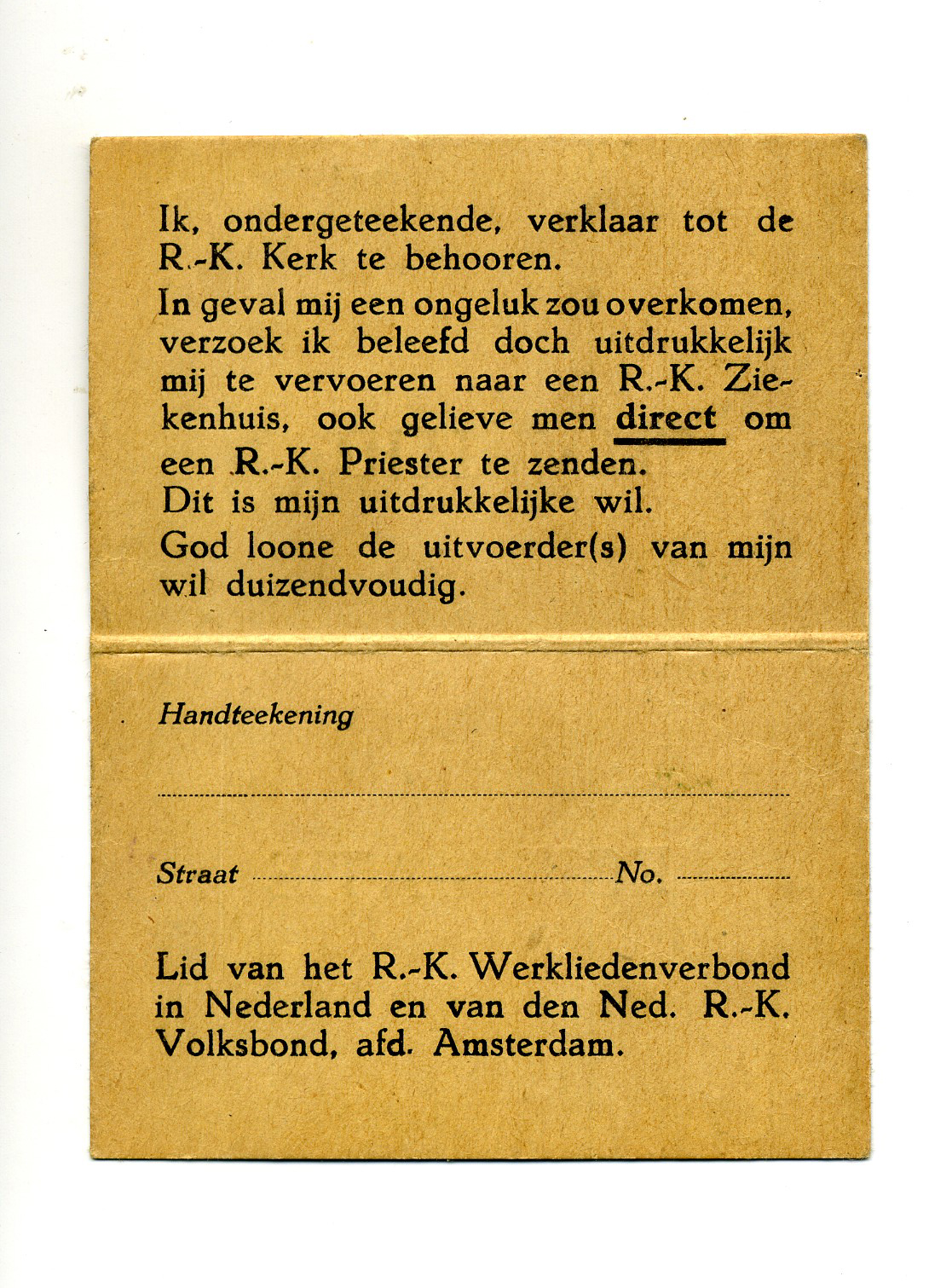
Legitimatie R.- K. Werkliedenverbond en Ned. R.- K. Volksbond

Het Rooms(ch)-Katholiek Werkliedenverbond (RKWV), opgericht in 1925 in Nederland, kwam tot stand na het samengaan van het Bureau van de Rooms-Katholieke Vakorganisatie en de Federatie der Diocesane Volks- en Werklieden-verbonden. Het hield kantoor aan de Drift in Utrecht en vanaf 1940 in het Huis van de Arbeid. De organisatie was zowel een vakbond (gericht op de behartiging van de materiële belangen van arbeiders) als een standsorganisatie (gericht op de geestelijke vorming van arbeiders). Katholieke geestelijken hadden een functie in de RKWV.
Adrianus Cornelis de Bruijn was vanaf het begin de voorzitter van het RKWV tot dit verbond op aandrang van aartsbisschop De Jong in de zomer van 1941 werd opgeheven. In 1945 kwam het RKWV terug onder de nieuwe naam Katholieke Arbeidersbeweging (KAB) met opnieuw De Bruijn als voorzitter.